# Romanas Brazdauskis
Romanas Brazdauskis (Kretinga, 20 febbraio 1964) è un ex cestista lituano, fino al 1991 sovietico.

## Carriera
Con la Lituania ha disputato i Giochi olimpici di Barcellona 1992.

## Palmarès
- Campionato lituano: 1

Žalgiris Kaunas: 1993-94